# John Treloar (Sprinter)

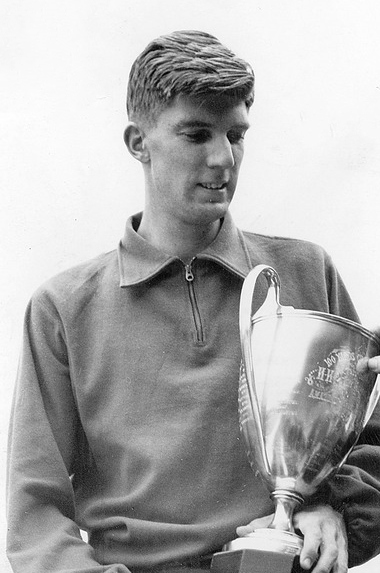
John Treloar

John Francis Treloar (* 19. Januar 1928 in Lindfield, New South Wales; † 23. Juli 2012 in Sydney) war ein australischer Sprinter.
Im 1948 erreichte John Treloar bei den Olympischen Spielen in London über 100 und 200 Meter das Halbfinale. in der 4-mal-100-Meter-Staffel schied er mit der australischen Mannschaft im Vorlauf aus.
Bei den British Empire Games 1950 in Auckland siegte er über 100 Yards, 220 Yards und mit der australischen 4-mal-110-Yards-Stafette.
1952 wurde er bei den Olympischen Spielen in Helsinki in 10,5 s Sechster über 100 Meter, mit einer Zehntelsekunde Rückstand auf den Sieger Lindy Remigino. Über 200 Meter schied er im Halbfinale verletzt aus.
Je dreimal wurde er Australischer Meister über 100 Yards (1947, 1948, 1950) und 220 Yards (1948, 1950, 1952).
John Treloar studierte Ingenieurwissenschaften an der University of Sydney und arbeitete danach im Familienunternehmen W. J. Treloar and Sons. 2000 erhielt er die Australian Sports Medal, und 2001 wurde er Member of the Order of Australia.

## Persönliche Bestzeiten
- 100 yds: 9,5 s, 1. April 1950, Manly
- 100 m: 10,5 s, 10. Juli 1948, London
- 220 yds: 21,2 s, 21. Dezember 1946, Sydney (entspricht 21,1 s über 200 m)